# 마브러브
마브러브(マブラヴ, Muv-Luv)는 âge가 개발한 일본의 비주얼 노벨로, 원래 2003년 2월 28일 마이크로소프트 윈도우용 성인 게임으로 출시되었다. 마브러브 엑스트라와 마브러브 언리미티드의 두 부분으로 구성되어 있다. 마브러브의 게임 플레이는 선형 줄거리를 따르며, 이는 미리 결정된 시나리오와 상호 작용 과정을 제공하고 여성 주인공의 다양한 시나리오에 중점을 둔다. 마브러브의 후속작인 마브러브 얼터너티브는 2006년 4월 24일 윈도우용으로 출시되었으며 마브러브 언리미티드의 스토리라인을 따른다.
3부작의 이야기는 처음에는 가벼운 마음의 로맨틱 코미디(엑스트라)로 나타나지만, 대체 타임라인 성인 이야기(언리미티드)로 바뀌고, 마침내 외계인 침공 전쟁 서사시(얼터너티브)로 진화한다.